# Zeesen
Zeesen – dzielnica miasta Königs Wusterhausen we wschodnich Niemczech, w kraju związkowym Brandenburgia w powiecie Dahme-Spreewald.  

## Geografia
Zeesen liczy ponad 5 tys. mieszkańców. Położone około 35 kilometrów na południe od Berlina nad jeziorem Zeesener See. Do jednostki administracyjnej Zeesen należy również sąsiednie osiedle Körbiskrug.

## Historia
Pierwsza wzmianka o miejscowości pochodzi z 1542 jako Czeisen lub Czesenn. 
Rozkwit gospodarczy nastąpił w czasie I wojny światowej, kiedy to w 1916 w Zeesen powstała firma Schütte-Lanz, która początkowo produkowała sterowce, a później samoloty i samochody. Po I wojnie firma na skutek traktatu wersalskiego jednak szybko upadła, a na jej obszarze osiedliły się szkoła rolnicza, pocztowy ośrodek szkoleniowy oraz od 1927 centrum nadawcze krótkofalowe. Od 1945 do 1994 w Zeesen stacjonowały oddziały Zachodniej Grupy Wojsk ZSRR, funkcjonowały tu szpital wojskowy oraz zakład naprawczy pojazdów ciężarowych Progress.
Do dnia 25 października 2003 roku Zeesen był samodzielną gminą. Bliskość Berlina doprowadziła do podwojenia liczby ludności od 1990 roku.
Znajdują się tutaj ruiny pałacu z 1688 roku.

## Transport
Przez dzielnicę przebiega droga krajowa B179 oraz linia kolejowa Berlin – Görlitz.